# Chèvre à ma manière
 (août 2017).
Le Chèvre à ma manière est un fromage de chèvre à pâte molle et à croûte fleurie. Il est produit depuis 2011 par la fromagerie l'Atelier, située au Centre-du-Québec. Fromage artisanal, fait de lait pasteurisé, il a un goût de crème et de beurre. 
Son taux d'humidité est de 50 %.
Il a gagné le Caseus de bronze en 2012 et le Caseus d'argent en 2014. 